# 센에우아즈주

1968년 이전까지 존재했던 센에우아즈주(갈색)와 센주(진한 갈색)의 범위

센에우아즈주(프랑스어: Seine-et-Oise)는 과거 프랑스에 존재했던 주로 주도는 베르사유이며 주 번호는 78, 면적은 5,658km2, 인구는 2,943,350명(1968년 당시 기준)이다.
1790년 3월 4일에 신설되었으며 주 이름은 센강과 우아즈강에서 유래된 이름이다. 폐지되기 이전까지는 688개 코뮌을 관할했다. 1968년 1월 1일을 기해 이블린주, 발두아즈주, 에손주 3개 주로 나뉘면서 폐지되었으며 주의 작은 부분은 옛 센주의 일부분과 함께 오드센주, 발드마른주, 센생드니주에 편입되었다.

## 같이 보기
- 프랑스의 데파르트망